# Südost-Svalbard-Naturreservat

Lage des Südost-Svalbard-Naturreservats

Das Südost-Svalbard-Naturreservat (norwegisch Søraust-Svalbard naturreservat) ist ein 21.873 km² großes Naturreservat im norwegischen Archipel Spitzbergen. Es umfasst 15.474 km² Festland und 6.399 km² Meeresfläche und ist damit das zweitgrößte Naturschutzgebiet Spitzbergens, nach dem Nordost-Svalbard-Naturreservat.
Zum 1973 gegründeten Naturreservat gehören die großen Inseln Barentsøya und Edgeøya sowie eine Reihe kleiner Eilande wie Kükenthaløya, Halvmåneøya, die Tusenøyane und die Ryke Yseøyane.
Geologisch herrschen Sedimente aus dem Trias vor, die örtlich reich an Fossilien sind. An einigen Stellen wie der Halbinsel Frankenhalvøya im Norden Barentsøyas sind Doleritfelsen anzutreffen. Die Tusenøyane, Ryke Yseøyane und Halvmåneøya bestehen vollständig aus diesem vulkanischen Gestein. Die Landschaft der großen Inseln wird von Tafelbergen geprägt und unterscheidet sich von Westspitzbergen dadurch, dass scharfe Bergspitzen und tief einschneidende Fjorde fehlen. Das Klima ist weniger vom Golfstrom geprägt und dadurch kühler und trockener als in Westspitzbergen. Die Meeresflächen des Naturreservats sind fast ganzjährig von Packeis bedeckt. Größere Teile der Inseln sind dagegen unvergletschert und relativ reich an Vegetation. An Gefäßpflanzen gibt es mehrere Steinbrech- und Hahnenfußarten, Scheuchzers Wollgras und arktischen Mohn, daneben sind Flechten und Moose verbreitet.
Im gesamten Naturreservat kann man ganzjährig Eisbären antreffen. Den Rentierbestand schätzt man auf 450 Tiere auf Barentsøya und etwa 2500 auf Edgeøya. Verbreitet ist auch der Polarfuchs. Im Meer leben Walrosse, Ringelrobben, Bartrobben sowie Mink- und Weißwale. Im Südwesten Edgeøyas gibt es auf den Kliffs am Negerpynten und am Kvalpyntfjellet zwei Brutkolonien des Eissturmvogels, die auch für andere Seevögel wie Dreizehenmöwen, Dickschnabellummen, Gryllteisten und Krabbentaucher wichtig sind. Auf vielen der kleinen und flachen Tusenøyane brüten Kurzschnabelgänse, Weißwangengänse, Ringelgänse, Prachteiderenten, Meerstrandläufer und Eismöwen. Das Südost-Svalbard-Naturreservat wird deshalb von BirdLife International als Important Bird Area (SJ011) ausgewiesen. Der einzige Süßwasserfisch Spitzbergens, der Wandersaibling, kommt im Naturreservat lediglich in einem See im Norden Barentsøyas vor.
Der Schutz im Reservat umfasst auch historisch oder kulturell bedeutsame Stätten. An vielen Stellen findet man Spuren des Walfangs, der ab dem 17. Jahrhundert hier betrieben wurde. Auf Halvmåneøya gibt es einen Friedhof aus dieser Zeit. Vor allem an der Westküste Edgeøyas und auf den Tusenøyane sind Reste der Überwinterungshütten pomorischer Jäger aus dem 18. und frühen 19. Jahrhundert erhalten. Die Trapperhütte Björneborg auf Halvmåneøya, bis 1970 das beste Jagdrevier für Eisbären, wurde 1995 restauriert. Sie wurde auch von „Eisbärkönig“ Henry Rudi genutzt, der allein 713 Bären erlegte.

## Bildergalerie

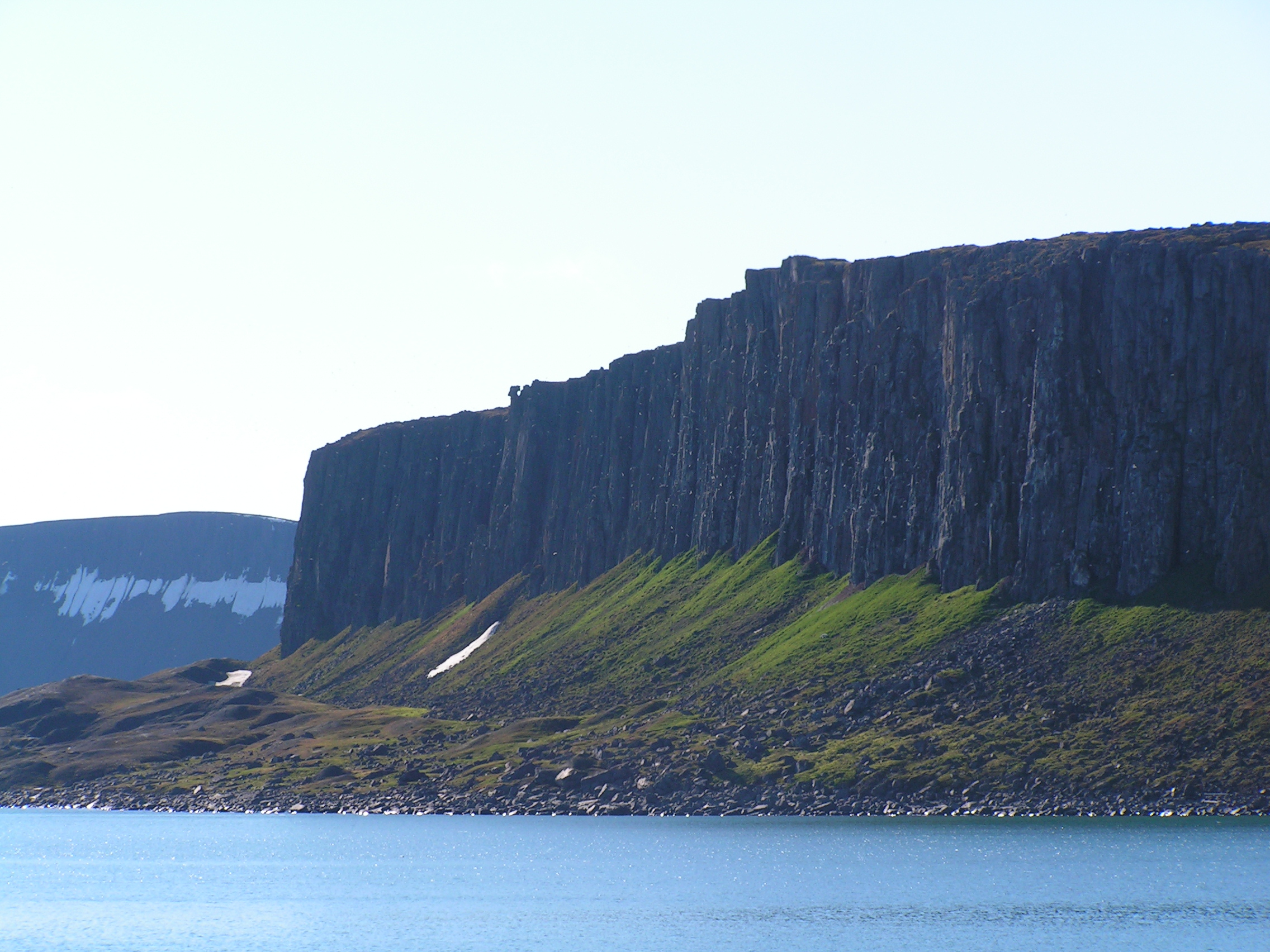
Doleritfelsen auf Barentsøya
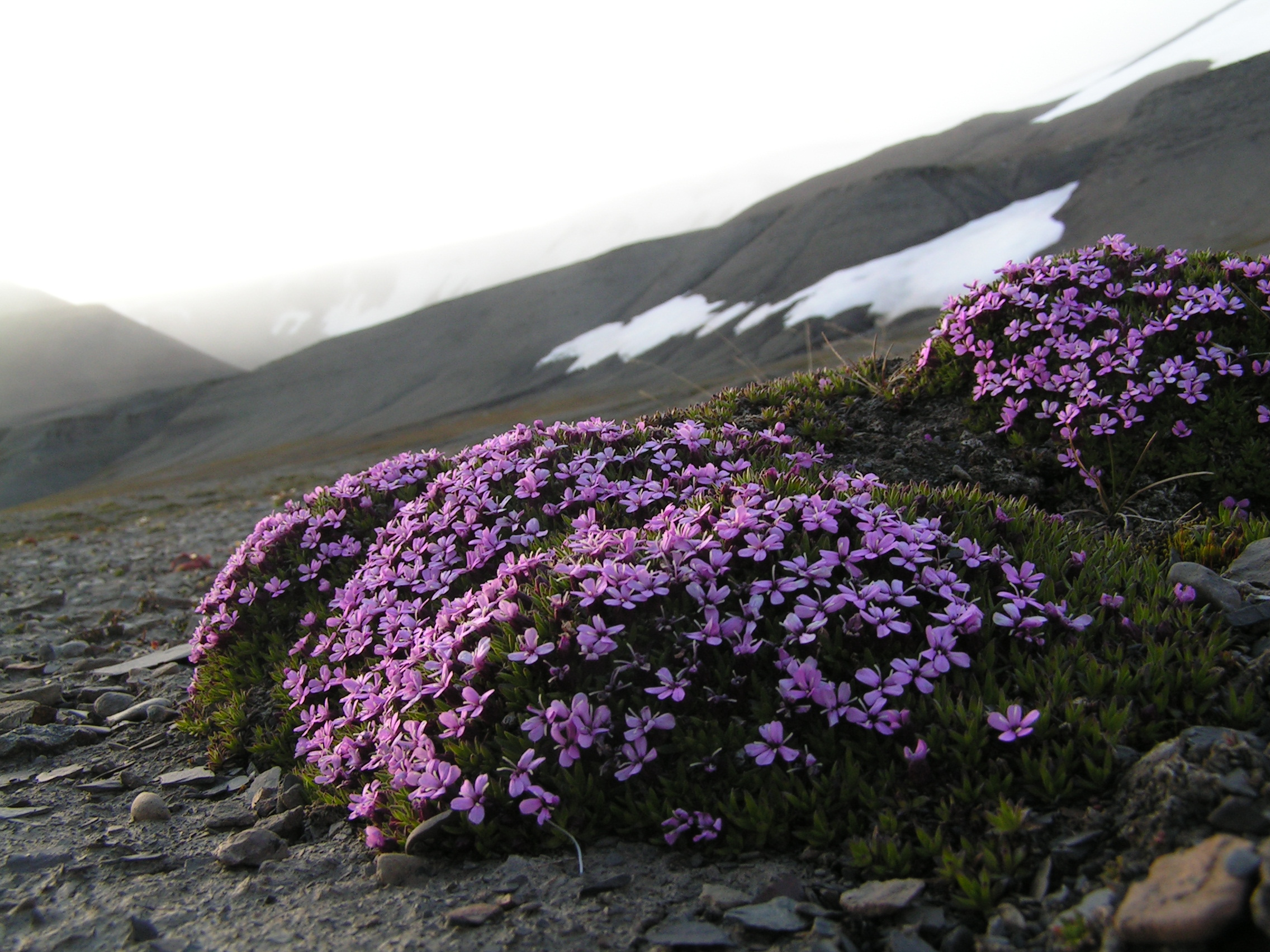
Stängelloses Leimkraut
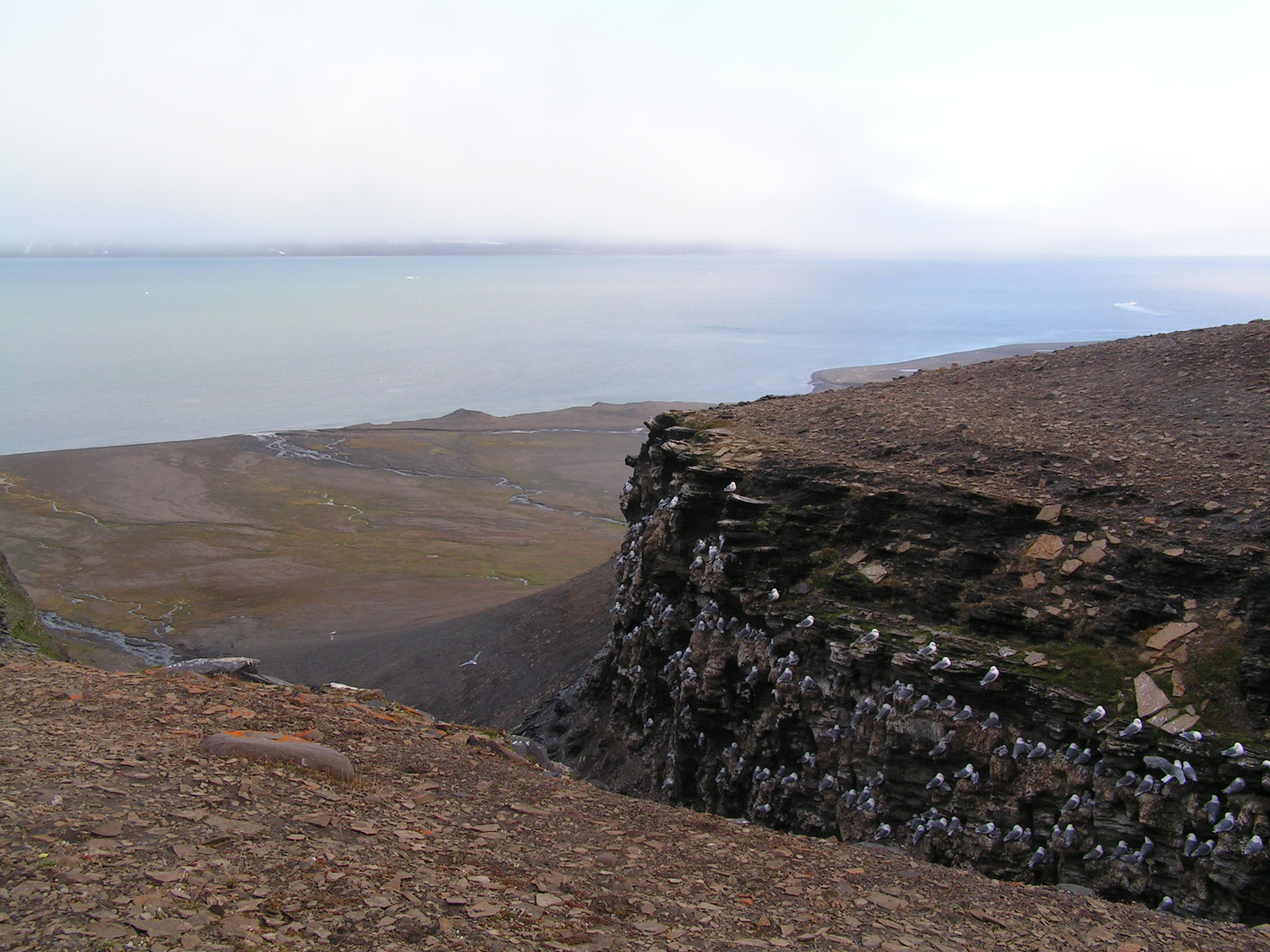
Vogelkolonie an der Freemanstraße
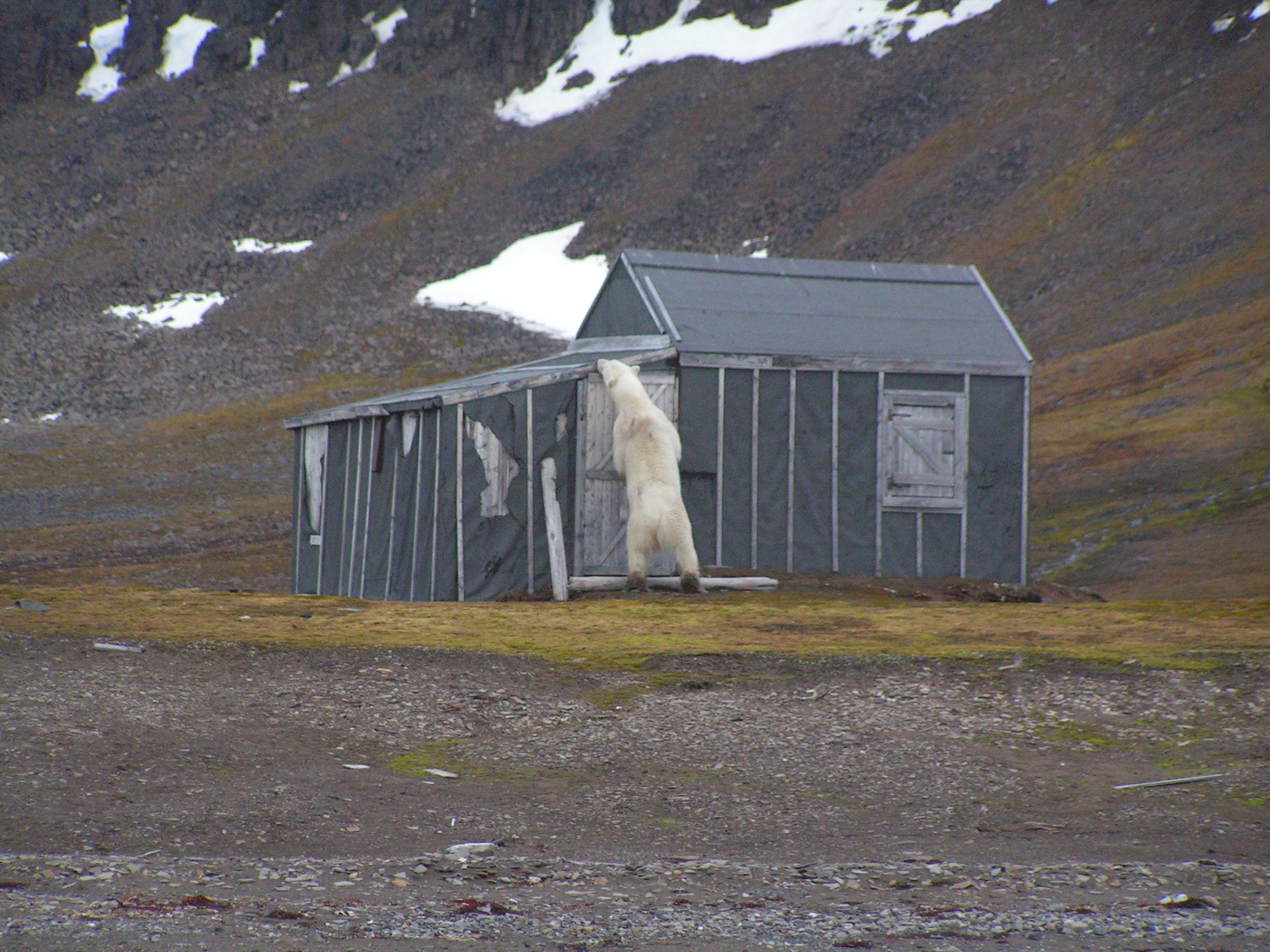
Ein Eisbär untersucht die Hütte Heimland auf der Frankenhalbinsel